# Joseph-Fidel Leimbacher

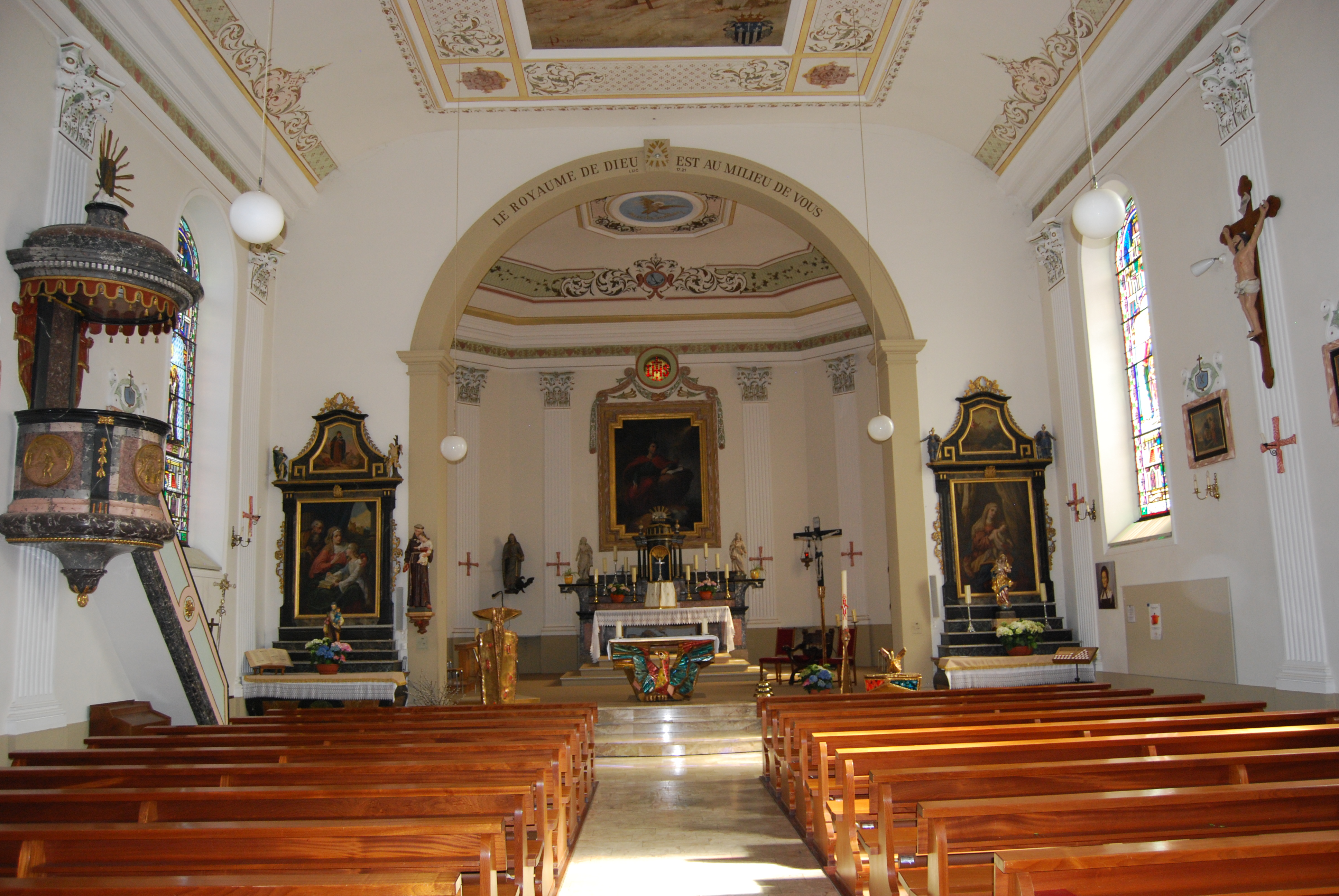
Blick in den Chor der Kirche von Cressier, erbaut 1841–44

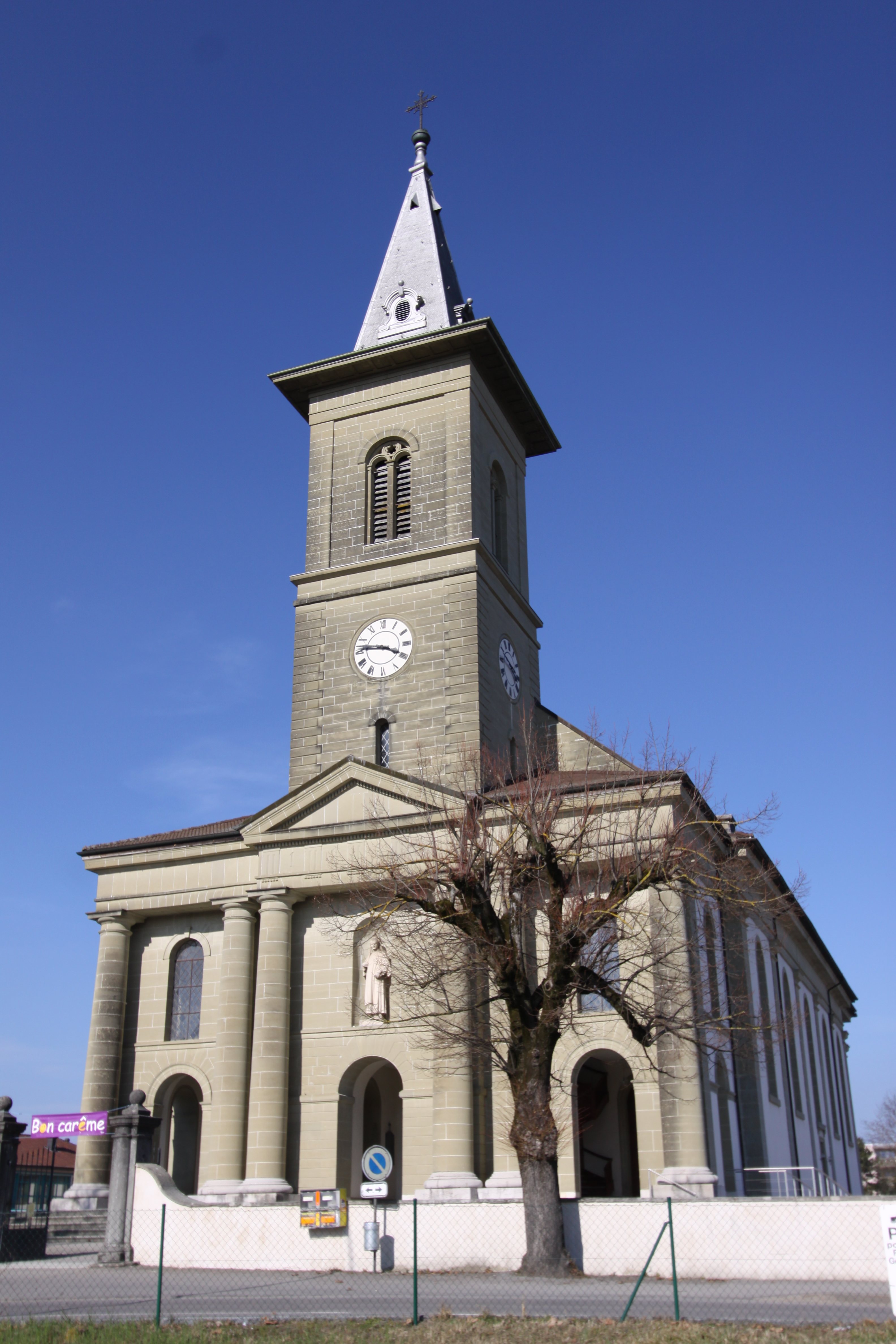
St. Etienne in Belfaux

Joseph-Fidel Leimbacher (* 1813 in Meienberg; † 4. Oktober 1864 in Freiburg im Üechtland) war ein eidgenössischer Baumeister. Über den Sohn des im Freiamt ansässigen, aus Vorarlberg stammenden Baumeisters Fidel Leimbacher ist biografisch wenig bekannt, seine Bedeutung erlangt er durch die beiden von ihm erbauten klassizistischen Kirchen in Cressier und Belfaux, die schweizerische Kulturgüter von nationaler Bedeutung sind.
Möglicherweise hat Leimbacher, wie ein 1832 ausgestellter Heimatschein nahelegt, damals seine Heimat verlassen; über seine Ausbildung ist nichts bekannt. Jedenfalls liess er sich 1838 in Freiburg nieder, wo er bis zum Lebensende blieb und 1850 auch das Heimatrecht erwarb. In Freiburg arbeitete er mit dem Kantonsbaumeister Weibel zusammen, durch dessen Vermittlung er auch den Auftrag für die Pfarrkirche von Cressier erhielt, die von 1841 bis 1844 gebaut wurde. Ebenfalls bereits 1841 begann die Planung der Kirche von Belfaux, die sich aber bis 1852 hinzog. 